# Gringelstad
Gringelstad is een plaats in de gemeente Kristianstad in Skåne de zuidelijkste provincie van Zweden. De plaats heeft een inwoneraantal van 117 (2000) en een oppervlakte van 26 hectare.

## Verkeer en vervoer
Twee kilometer ten westen van de plaats loopt de Riksväg 19.
De plaats had vroeger een station aan de Östra Skånes Järnvägar.